# Praia da Vagueira
Praia da Vagueira ist ein portugiesisches Dorf und ein Strand. Der Ort gehört zur Gemeinde Freguesia von Gafanha da Boa Hora, im Kreis Concelho von Vagos, im Distrikt Aveiro.

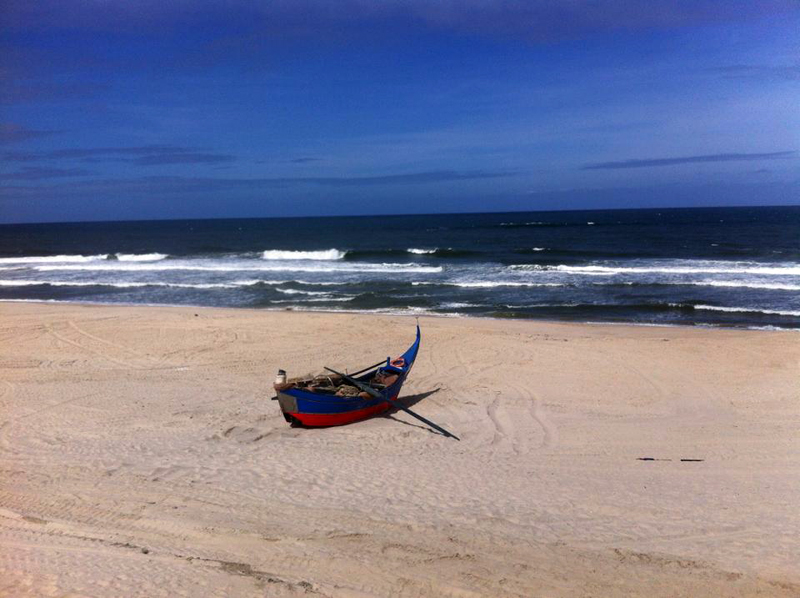
Strand von Vagueira

## Geografie
Der Ort ist im Westen vom Atlantik und im Osten von der Wasserlandschaft Ria de Aveiro umgeben.
Praia da Vagueira liegt 90 km südlich von Porto und 60 km nördlich von Figueira da Foz.

## Besonderheiten
Der weitläufige Sandstrand von Vagueira ist bei Badegästen und Surfern beliebt, vor allem in der Nähe des Pontons, wo er vor starken Winden geschützt ist. Auf dem lang gezogenen Sandstrand betreiben die Fischer noch heute eine kunstvolle Fischfangmethode, die Arte Xávega. Um die gewichtigen Netze durchs Wasser an Land zu ziehen, werden Ochsengespanne und auch Traktoren eingesetzt.
Aufgrund der hervorragenden Umweltqualität wurde dieser Strand seit 2009 jährlich mit der „Blauen Flagge“ ausgezeichnet und wegen der hohen Qualität des Wassers von der portugiesischen Umweltorganisation Quercus als „Goldener Strand“ bezeichnet.